# Žorž Skrigin
Žorž Skrigin (Georgij Vladimirovič Skrygin, ruski: Георгий Владимирович Скрыгин), Odesa, 4. kolovoza 1910. — Beograd, 30. listopada 1997., hrvatski baletni umjetnik i umjetnički fotograf ruskog porijekla, te jugoslavenski filmski redatelj i scenarist, sudionik i fotografski kroničar partizanske antifašističke borbe za Drugoga svjetskog rata.

## Životopis
Rođen je 1910. u Odesi, u današnjoj Ukrajini. Doselio se s roditeljima 1922., nekoliko godina nakon Oktobarske revolucije, u Kraljevinu Srba, Hrvata i Slovenaca. Rusku školu je pohađao u Beloj Crkvi, a gimnaziju i Visoku baletsku školu je završio u Zagrebu.  
U partizane je otišao 1941. Bio je član Kazališta narodnog oslobođenja, koji su glumci, redatelji i glazbenici, izbjegli iz Zagreba na oslobođeno ozemlje (Mira i Vjekoslav Afrić, Ivka i Joža Rutić, Mira i Silvije Bombardelli, Salko Repak, Braslav Borozan itd.), osnovali u travnju 1942. pri Vrhovnom štabu NOV i POJ. 
Po završetku rata, odselio je u Beograd, gdje je djelovao i umro.

## Umjetnička djelatnost

### Balet
Od 1930. bio je angažiran u Hrvatskome narodnom kazalištu u Zagrebu, kao baletan.

### Fotografija
Umjetničkom fotografijom se bavio od 1935. godine. Od 1936. godine bio je član Foto kluba Zagreb. U predratnom razdoblju predmet njegova zanimanja su portreti, aktovi i pejzaži. Bio je veoma aktivan na izložbama, naročito u inozemstvu, pa je ubrzo, već 1937. godine, stekao naslove majstora fotografije i prvaka u umjetničkoj fotografiji. Među nagrađenim snimcima su važni U kovačnici (1935.), Dalmatinac (1940.) i dr. 
Za rata je ostvario ciklus od oko 500 dokumentarnih fotografija. Snimao je borce, zbjegove, djecu, ranjenike, ofenzive, kongrese, portrete, na kojima su Kozarčanka Milja Toroman (nakon udaje Milja Marin),  dr. Ivan Ribar, dr. Ivo „Lolo“ Ribar, Josip „Tito“ Broz,  itd. Jedan od Titovih portreta iz Foče 1942. objavljen je na njemačkoj potjernici kojom je Velikonjemačko Carstvo nudilo 100.000 rajhsmaraka u zlatu za hvatanje Tita, a i u njemačkome vojnom časopisu Signal. Među antologijskim ratnim fotografijama s naglašenom dramatičnošću su i Majka Knežpoljka (1942), Kozarčanka (1942.), Ranjenici (1943.) itd. 
Poslije rata je zanemario izložbenu umjetničku fotografiju.
Fotografije je samostalno izlagao u Zagrebu, Budimpešti (1939.) i Torinu (1940.), a poslije rata u Beogradu (1951., 1983., 1995.), te u Parizu (1986.).
Godine 1968. objavio je ilustriranu monografiju s umjetničkim fotografijama iz ratnog razdoblja naslovljenu Rat i pozornica.

### Film
Filmom se bavio profesionalno od 1947. do 1967., u početku kao snimatelj i scenarist dokumentarnih filmova, a onda i kao redatelj igranih. Autor je 22 filma, od čega osam igranih. Bio je i generalni direktor Saveza filmskih radnika Jugoslavije.

#### Filmografija
- 1947. Tragom IV i V ofanzive
- 1947. Bled - Varna
- 1948. Praznik radnog naroda
- 1948. Makedonija
- 1949. Peti kongres Komunističke partije Jugoslavije
- 1950. Bratska pomoć
- 1952. Dolinom Morave
- 1953. Revija jugoslovenskih igara
- 1953. Borac i graditelj
- 1955. Njih dvojica
- 1956. Potraga
- 1957. Krvava košulja
- 1958. Gospođa ministarka
- 1960. Drug predsednik centarfor
- 1961. Velika turneja
- 1962. Mačak pod šljemom
- 1967. Koraci kroz magle
- 1971. Tito - zapisi filmskog snimatelja

## Nagrade i priznanja
- Do početka drugoga svjetskog rata dobio je mnogobrojne nagrade za fotografije (New York, San Francisco, London, Buenos Aires, Torino i dr).
- Nagrada AVNOJ-a za ukupan umjetnički rad
- Nagrada Foto-saveza Jugoslavije za životno djelo
- Zlatna arena za životno djelo, i dr.

## Galerija fotografija
- Kozarčanka (Milja Marin) 1943.
- Dr. Ivo Lolo Ribar 1943. u Jajcu
- Tito u Bihaću 1. siječnja 1942.

## Vanjske poveznice
- O Skriginu na iMDb
- Kako je nastala fotografija Kozarčanka